# جولر
جولر، روستایی از توابع بخش مرکزی شهرستان باغ‌ملک در استان خوزستان ایران است.
جمعیت این روستا حدود ۹۰۰ نفر با مهاجران است طبق سرشماری جدید